# Deborah Kerr
Deborah Jane Kerr-Trimmer CBE (Helensburgh, 30 de setembro de 1921 — Suffolk, 16 de outubro de 2007) foi uma atriz escocesa. Seis vezes indicada ao Oscar, nunca ganhou, mas a Academia entregou-lhe um Óscar honorário por sua carreira. Foi homenageada pela Rainha do Reino Unido com a Ordem do Império Britânico.

## Biografia

### Início de vida
Nasceu com o nome de Deborah Jane Kerr-Trimmer na localidade de Helensburgh, no Firth of Clyde, Escócia. Originalmente treinada como dançarina de balê, teve sua primeira apresentação no palco em 1938, no Sadler's Wells. Depois de mudar de carreira, encontrou sucesso como atriz.

## Carreira
Sua estreia no filme britânico Contraband em 1940 terminou no chão da sala de edição. Mas a isso seguiu-se uma série de outros filmes, incluindo um papel triplo no filme The Life and Death of Colonel Blimp, de Michael Powell e Emeric Pressburger. Mas foi seu papel como uma freira com problemas em Narciso Negro, dos mesmos diretores, em 1947, que chamou a atenção dos produtores de Hollywood.
Suas maneiras e sotaque britânicos conduziram a uma sucessão de papéis em que representava honoráveis, dignas, refinadas e reservadas senhoras inglesas. Contudo, Kerr frequentemente aproveitava uma oportunidade para descartar seu exterior tão reservado. No filme de aventuras As Minas do Rei Salomão, de 1950,  filmado em locações na África com Stewart Granger e Richard Carlson, ela impressionou as audiências com tanta sexualidade e vulnerabilidade emocional que trouxe novas dimensões para um filme de ação orientado para o público masculino.
Como Karen em A um Passo da Eternidade / Até à Eternidade (From Here to Eternity), de 1953, ela recebeu a indicação para o Oscar de Melhor Atriz. O American Film Institute reconheceu o caráter icônico da cena do beijo entre ela e Burt Lancaster numa praia do Havaí, no meio das ondas. A organização colocou o filme na lista do "Cem mais românticos filmes" de todos os tempos.
Kerr recebeu o Globo de Ouro de melhor atriz de comédia/musical de 1957 com o filme O Rei e Eu, com Yul Brynner.
Morreu em Suffolk, na Inglaterra, por problemas decorrentes do Mal de Parkinson, deixando viúvo Peter Viertel, seu marido durante mais de 47 anos.

## Filmografia
- 1940 - Contraband (filme)
- 1941 - Major Barbara
- 1941 - Love on the Dole
- 1942 - Hatter's Castle (filme)
- 1942 - Courageous Mr. Penn
- 1942 - The Day Will Dawn

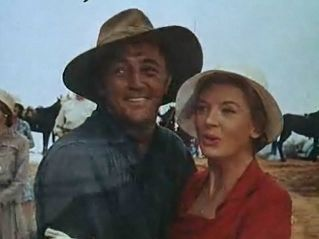
Com Robert Mitchum em The Sundowners (1960).

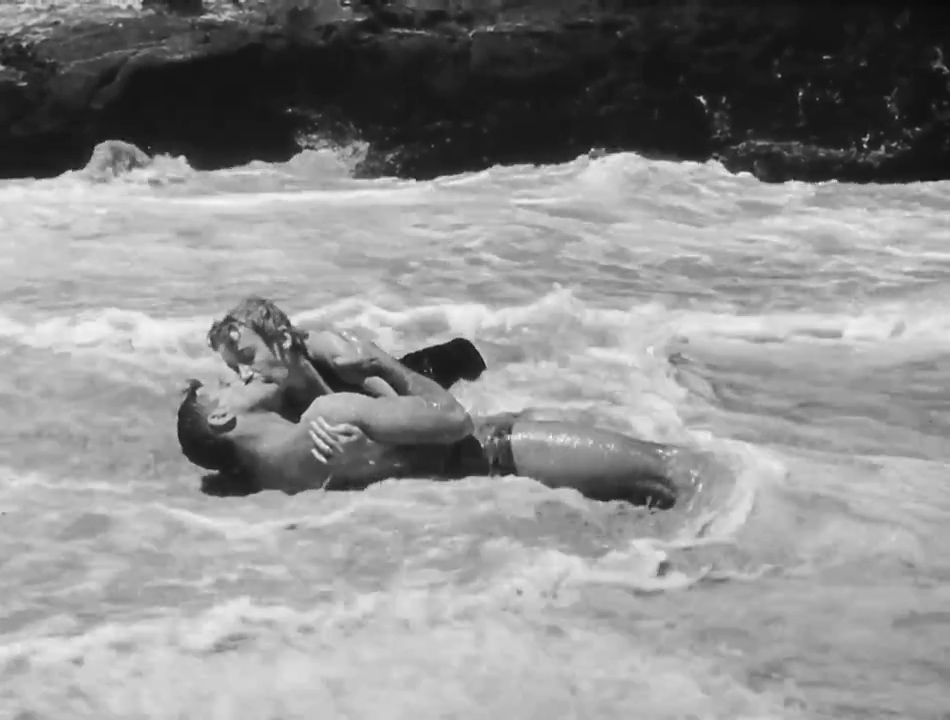
Com Burt Lancaster em From Here to Eternity (1953).

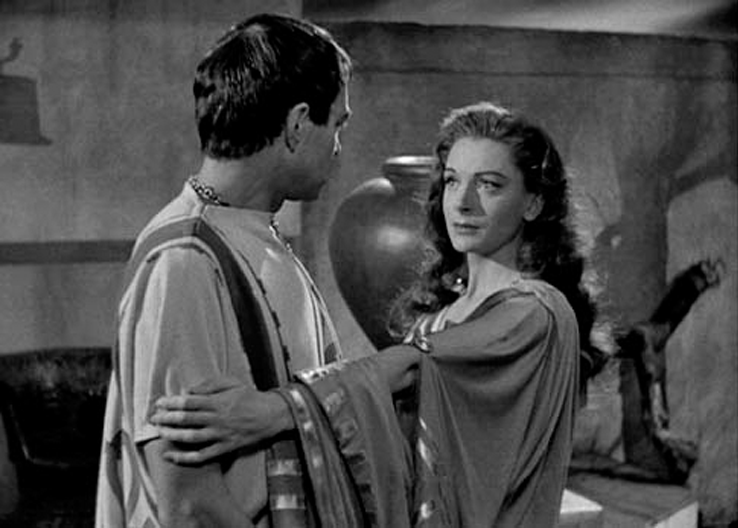
Com James Mason em Julius Caesar (1953).

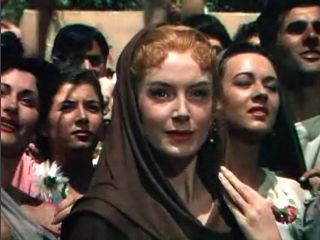
Quo Vadis (1951) (1951).

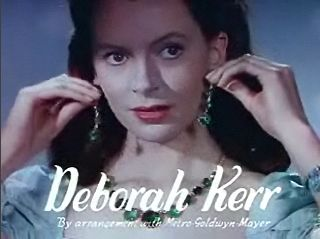
Black Narcissus (1947).

- 1943 - The Life and Death of Colonel Blimp
- 1945 - Perfect Strangers (1945)
- 1946 - The Adventuress
- 1947 - If Winter Comes
- 1947 - Black Narcissus
- 1947 - The Hucksters
- 1949 - Edward, My Son
- 1950 - Please Believe Me
- 1950 - King Solomon's Mines
- 1951 - Quo Vadis (1951)
- 1952 - The Prisoner of Zenda
- 1953 - Young Bess
- 1951 - Thunder in the East
- 1953 - Julius Caesar
- 1953 - Dream Wife
- 1953 - From Here to Eternity
- 1955 - The End of the Affair (1955)
- 1956 - Tea and Sympathy
- 1956 - The Proud and Profane
- 1956 - The King and I
- 1957 - Heaven Knows, Mr. Allison
- 1957 - An Affair to Remember
- 1958 - Bonjour Tristesse
- 1958 - Separate Table
- 1959 - Count Your Blessings (1959)
- 1959 - Beloved Infidel
- 1959 - The Journey
- 1960 - The Sundowners
- 1960 - The Grass Is Greener
- 1961 - The Innocents
- 1961 - The Naked Edge
- 1964 - The Night of the Iguana
- 1964 - The Chalk Garden
- 1965 - Marriage on the Rocks
- 1966 - The Eye of the Devil
- 1967 - Casino Royale
- 1968 - Prudence and the Pill
- 1969 - The Gypsy Moths
- 1969 - The Arrangement
- 1982 - Witness for the Procution - (TV)
- 1985 - A Woman of Substance - (TV)
- 1985 - Reunion of Fairborough - (TV)
- 1985 - The Assam Garden
- 1986 - Hold the Dream - (TV)